# Bitoma brevipes
Bitoma brevipes är en skalbaggsart som först beskrevs av Sharp 1894.  Bitoma brevipes ingår i släktet Bitoma och familjen barkbaggar. Inga underarter finns listade i Catalogue of Life.